# (10381) Malinsmith
(10381) Malinsmith est un astéroïde de la ceinture principale.

## Description
(10381) Malinsmith est un astéroïde de la ceinture principale. Il fut découvert le 3 septembre 1996 à Stakenbridge par Brian G. W. Manning. Il présente une orbite caractérisée par un demi-grand axe de 2,88 UA, une excentricité de 0,31 et une inclinaison de 8,0° par rapport à l'écliptique.

## Compléments